# Dasyrhicnoessa insularis
Dasyrhicnoessa insularis är en tvåvingeart som först beskrevs av Aldrich 1931.  Dasyrhicnoessa insularis ingår i släktet Dasyrhicnoessa och familjen Canacidae. Inga underarter finns listade i Catalogue of Life.